# Spławie (województwo zachodniopomorskie)
Spławie – dawna osada leśna w północno-zachodniej Polsce, położona w województwie zachodniopomorskim, w powiecie sławieńskim, w gminie Darłowo.
Obecnie figuruje jako uroczysko, część lasu.
Nazwę Spławie wprowadzono urzędowo w 1948, zastępując poprzednią niemiecką nazwę Gittels Mühle.